# Secretum
Secretum est le second volet d'une série de sept livres de Rita Monaldi et Francesco Sorti. Il s'agit d'un thriller politique sous forme de saga historique. Le personnage principal en est Atto Melani. La première édition française du roman, chez Plon, était vendue avec un cd de musique baroque, servant d'arrière-fond au récit.

## Synopsis
L'histoire se passe en 1700 à Rome, avec pour trame de fond le mariage du neveu du cardinal Spada et en sous-main les négociations à peine voilées sur le prochain conclave.

## Réception
L'accueil critique est, comme pour le tome précédent, très favorable ; ainsi, Le Figaro donne un compte-rendu élogieux du roman, qu'il situe dans la lignée d'Alexandre Dumas.